# Hannah Reynold
Hannah My Josefine Reynold, född 1991 i Malmö, är en svensk sångerska och låtskrivare. 
Reynold bildade tillsammans med Sofie Larsson duon Lucky Twice vars hit Lucky slog igenom stort i Spanien. År 2007 hade låten 2 miljoner visningar på Youtube. Reynold lämnade Lucky Twice 2010. År 2011 uppgabs att hon fortsatt med musik.
Sommaren 2012 återförenades Lucky Twice och duon skrev på sitt kommande album.[källa behövs]